# Franco Ukmar
Franco Ukmar eredetileg Uckmar (Róma, 1936. március 29. – Róma, 2016. augusztus 10.) olasz színész, cirkuszi artista és kaszkadőr. Közismert a Bud Spencer-Terence Hill kettős filmjeiből, mint az ellentétes oldal valamelyik csatlósa, aki elszenvedi a páros humoros pofonjait.
Az Uckmar család neves cirkuszi família. Franco öt másik fiútestvére Giancarlo, Giovanni, Bruno, Clemente és Sergio szintén artistaként dolgozott és szerepelt filmekben. Ahogy sok másik kollégája, ő is az 1960-as években kezdte az olasz, vagy olasz-spanyol mitológiai filmekkel, ahol kaszkadőr és fegyvermester volt. Némelyik filmben együtt játszott valamelyik testvérével is. Idővel már a legfoglalkoztatottabb statisztának számított, sőt még kisebb szerepeket is elvállalt pár mondat elejéig a filmekben. A saru és kard filmműfaj végeztével Ukmar a spagettiwesternek forgatásainál kezdett dolgozni, majd az 1970-es évektől rendőrfilmekben és kalandfilmekben is feltűnt.
A Spencer-Hill páros Az ördög jobb és bal keze c. filmjében már látni lehetett egy mexikói banditaként. A Különben dühbe jövünk című vígjátékban egy bokszoló szerepében vívott mulatságos bunyót a párossal. A Bűnvadászok című filmben egy drogdílert alakított, míg a Nincs kettő négy nélkül című filmben kettős szerepe volt: előbb egy gengsztert, majd egy bérenc zsoldost játszott. Ez utóbbi filmekben artista képességeit használta fel a vicces esésekhez, amiket a látszólag hatalmas pofonok után szenved el.
Megemlíthető még a Zombi holokauszt c. olasz horrorfilm is, ahol Ukmar egy zombit testesített meg.
Rómában hunyt el, másfél hónappal Bud Spencer halála után.